# Haus Goebenstraße 51 bis 53 (Düren)
Das Haus Goebenstraße 51 bis 53 steht im Grüngürtel in Düren in Nordrhein-Westfalen. 
Das zweigeschossige Backsteingebäude hatte ursprünglich ein Flachdach. Heute hat es ein Satteldach. Die Fenster mit durchlaufenden Backsteingesimsen sind zu Bändern zusammengefasst. Über den Eingängen sieht man Backsteinziereinlagen. Die Fensteröffnungen sind bis auf wenige Ausnahmen im Original erhalten. Die haben einen Außenanschlag und größtenteils die originale Sprossenteilung. 
Das Bauwerk ist seit 1988 unter Nr. 1/101 und 1/102 in die Denkmalliste der Stadt Düren eingetragen.